# リチャード・ミラー
リチャード・ミラー（Richard Miller、1948年9月11日 - ）は、アメリカの臨床心理学者、ヨガ研究者、統合的回復研究所（IRI）の創設者。国際ヨガ療法協会（IAYT）の設立者の一人でもあり、IAYTジャーナルの創立者兼編集者である。非二元的ヨガ研究者として知られている。

## 経歴
リチャード・ミラーは40年以上に渡り、ヨガやタントラ、不二一元論、道教、仏教、非二元的な教えと、西洋の心理学の融合を探求してきた。現在は、研究と執筆活動に加え、セミナーやリトリートなどで、国際的に活動を行っている。
リチャードは、彼が開発したヨガ瞑想である「iRest」の効果に関して、ウォルター・リード陸軍医療センター及び米国国防総省と共同研究を行い、PTSDに苦しむイラクやアフガニスタンからの帰還兵の治療に有効であるとの研究成果をまとめた。
この成果に基づき、米国陸軍軍医総監エリック・シューメーカーは、2010年にiRestを慢性的な痛みに関する代替医療（CAM）として承認した。
PTSDおよびその関連症状の治療におけるiRestの効果に関する研究は、現在も継続的に行われている。
リチャードとエリックが創設した「IRI」は、ヨガや瞑想スタジオだけでなく、ホームレスシェルター、刑務所、ホスピス、高齢者向け施設、大学、薬物依存クリニック、多発性硬化症やがん外来、米軍施設に、iRestのプログラムを提供している。